# Akira Silvano Disaro
Akira Silvano Disaro (jap. ディサロ 燦 シルヴァーノ, Disaro Akira Shiruvāno; * 2. April 1996 in der Präfektur Tokio) ist ein japanischer Fußballspieler.

## Karriere
Akira Silvano Disaro ist der Sohn eines Italieners und einer Japanerin. Er erlernte das Fußballspielen in der Jugendmannschaft von Mitsubishi Yowa sowie in der Universitätsmannschaft der Hōsei-Universität. Seinen ersten Vertrag unterschrieb er 2019 bei Giravanz Kitakyūshū. Der Verein aus Kitakyūshū, einer Großstadt in der Präfektur Fukuoka auf der Insel Kyūshū, spielte in der dritthöchsten Liga des Landes, der J3 League. 2019 wurde er mit dem Klub Meister der dritten Liga und stieg in die zweite Liga auf. Nach zwei Jahren und 61 Spielen wechselte er im Januar 2021 zum Erstligisten Shimizu S-Pulse. Im Juli 2022 wechselte er auf Leihbasis zum Zweitligisten Montedio Yamagata. Für den Verein, der in der Präfektur Yamagata beheimatet ist, absolvierte er 19 Zweitligaspiele. Nach der Ausleihe kehrte er zu Shimizu, die am Ende der Saison 2022 in die zweite Liga abstiegen, zurück. Nach insgesamt 44 Ligaspielen für Shimizu S-Pulse wechselte er im Juli 2023 zum Erstligisten Shonan Bellmare. Nach sieben Ligaspielen unterschrieb er im Juli 2024 in Yamagata einen Vertrag bei seinem ehemaligen Verein Montedio Yamagata.

## Erfolge
Giravanz Kitakyūshū
- Japanischer Drittligameister: 2019  ▲